# Sociaal-Economische Raad (Suriname)
De Sociaal-Economische Raad (SER) is een Surinaams adviesorgaan op het gebied van over het sociaaleconomisch beleid. De raad adviseert de Surinaamse regering en De Nationale Assemblée en bestaat uit vertegenwoordigers van maatschappelijke groepen, waaronder werkgevers, vakorganisaties en de regering. Ze is gericht is op duurzame sociaaleconomische ontwikkeling sociale rust, economische stabiliteit en groei en sociale rechtvaardigheid.
De SER werd in het leven geroepen door middel van de Wet Sociaal-Economische Raad van op 3 maart 2004. De raad bestaat uit dertien leden en wordt geïnstalleerd door de president van Suriname.
In 2011 werd het Tripartiet Overleg in het leven groepen. Het SER is daarnaast blijven bestaan. Het verschil is dat het SER zich richt op grotere vraagstukken en het Tripartiet Overleg op actuele spelende kwesties.